# Death of a Ladies' Man
| 전문가 평가              | 전문가 평가 |
| 평가 점수                | 평가 점수   |
| 출처                     | 점수        |
| ------------------------ | ----------- |
| AllMusic                 | [ 1 ]       |
| Christgau's Record Guide | B–          |
| Sounds                   | favorable   |

《Death of a Ladies' Man》은 캐나다의 싱어송라이터 레너드 코언의 다섯 번째 스튜디오 음반이다. 이 음반은 화려한 편곡과 악기 오버더빙의 여러 트랙을 포함한 필 스펙터의 월 오브 사운드 레코딩 방식을 사용하여 코언의 전형적인 미니멀리즘 스타일에서 벗어난 것이었다. 이 음반은 원래 워너 브라더스 레코드에 의해 미국에서 발매되었고, 코언의 오랜 레이블인 컬럼비아 레코드에 의해 CD와 전 세계에 발매되었다.

## 배경
1970년대 중반, 코언과 스펙터는 상업적으로 하락세를 보였다. 코언은 유럽에서 계속 인기를 얻었지만 컬럼비아가 바라던 미국에서의 성공을 결코 이루지 못했다. 스펙터는 1960년대 〈Be My Baby〉와 〈You' Lost That Lovin' Feelin'〉과 같은 히트곡을 "월 오브 사운드" 제작 기법으로 만들어 냈고 1970년대 초반에는 존 레논과 조지 해리슨의 음반을 프로듀싱하며 성공을 거두었지만, 그의 행동은 점점 변덕스러워졌다.
스펙터가 레논과 재결합해 《Roots: John Lennon Sings the Great Rock & Roll Hits》라는 로큰롤 오래된 프로젝트를 녹음했을 때, 이 프로젝트는 결국 1975년에 《Rock 'n' Roll》이라는 제목으로 발표될 것이다. 세션은 마약, 술, 옷걸이들로 가득 찬 혼탁한 안개 속에서 진행되었다. 2003년 출간된 《필 스펙터: 고통의 벽》에서 전기작가 데이브 톰슨은 스펙터가 스튜디오에서 권총을 발사한 유명한 사건을 회상한다. "필, 날 죽일 거면 죽여"라고 레논은 건성으로 말했다. "하지만 내 귀는 건드리지 마. 난 그것들이 필요해." 그러한 행동은 스펙터의 평판에 전혀 도움이 되지 않았고, 히트곡들이 마를수록 그는 록 언론에 의해 점점 더 구시대적인 행위로 비춰졌다.

## 커버 아트
《Death of a Ladies' Man》의 커버에 나와 있는 사진은 아트 가펑클의 1975년 음반 《Breakaway》와 매우 유사하다. 코언 음반의 라이너 노트는 이 사진이 "잊혀진 폴리네시아 식당에서 익명의 로빙 사진작가가 찍은 것"이라고 밝혔다. 왼쪽에서 오른쪽으로 에바 라피에르, 코언 본인과 애덤과 로카 코언의 어머니 수잔 엘로드가 등장한다.

## 상업적 성과
1978년까지 이 음반은 스웨덴에서 가장 많이 팔린 음반 중 하나였다.

## 곡 목록
모든 곡들은 레너드 코언과 필 스펙터에 의해 작사/작곡하였다.
| #  | 제목                           | 재생 시간 |
| -- | ------------------------------ | --------- |
| 1. | 〈True Love Leaves No Traces〉 | 4:26      |
| 2. | 〈Iodine〉                     | 5:03      |
| 3. | 〈Paper Thin Hotel〉           | 5:42      |
| 4. | 〈Memories〉                   | 5:59      |

| #  | 제목                                | 재생 시간 |
| -- | ----------------------------------- | --------- |
| 1. | 〈I Left a Woman Waiting〉          | 3:28      |
| 2. | 〈Don't Go Home with Your Hard-On〉 | 5:36      |
| 3. | 〈Fingerprints〉                    | 2:58      |
| 4. | 〈Death of a Ladies' Man〉          | 9:19      |